# Nainwa
Nainwa är en ort i Indien.   Den ligger i distriktet Būndi och delstaten Rajasthan, i den centrala delen av landet, 300 km söder om huvudstaden New Delhi. Nainwa ligger 301 meter över havet och antalet invånare är 16 415.
Terrängen runt Nainwa är platt. Runt Nainwa är det ganska tätbefolkat, med 166 invånare per kvadratkilometer. Närmaste större samhälle är Weir, 15,6 km sydväst om Nainwa. Trakten runt Nainwa består till största delen av jordbruksmark.